# 토마스 네이글
토마스 네이글(Thomas Nagel)은 미국의 철학자, 윤리학자로, 자유주의적 평등주의 이론을 대표하는 학자이다. 네이글은 환원주의와 물리주의에 대한 비판으로 잘 알려져 있으며, 의식에 대한 신다윈주의적 관점에 대한 비판으로도 유명하다.

## 같이 보기
- 데이비드 차머스
- 프랭크 잭슨
- 물리주의
- 지식 논변
- 의식의 어려운 문제
- 리처드 도킨스